# 大野原島

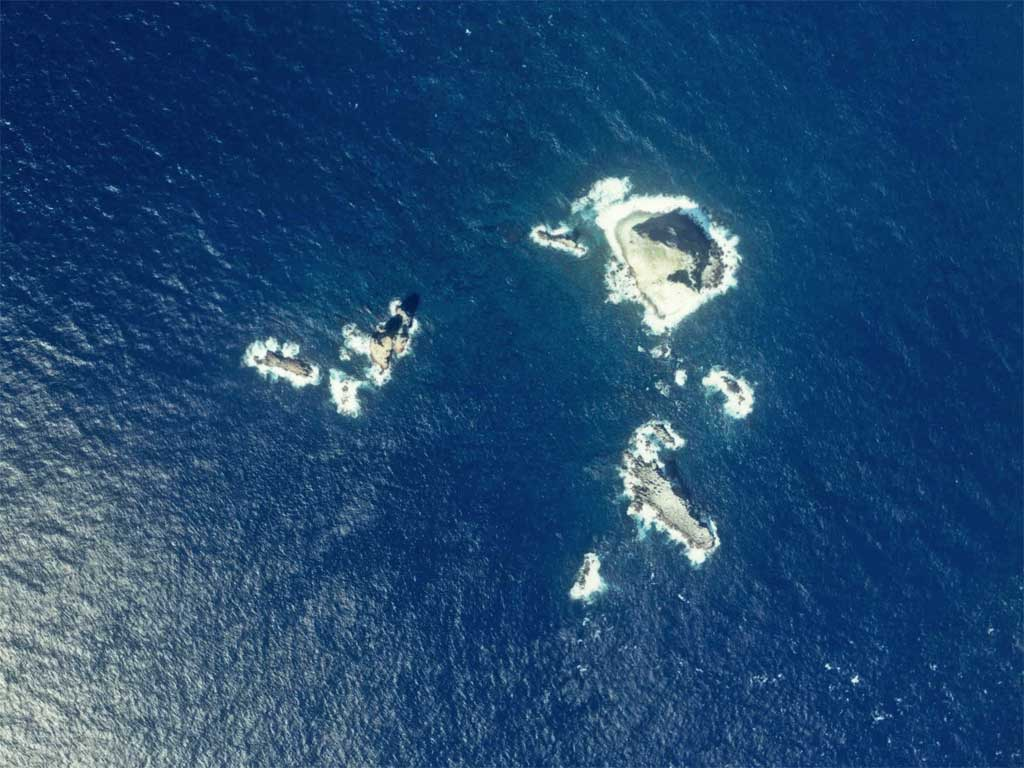
航空写真（1978年）

大野原島（おおのはらじま）は、伊豆諸島に属する三宅島の西方に位置する無人島。大小10余の岩礁から構成され、三宅島からは子安根、エビ根、大根という3つの突岩の姿が見えることから三本嶽（さんぼんだけ）とも呼ばれる。行政上は東京都三宅村に属する。

## 地理
三宅島阿古港の西南西約9キロメートルに位置する。瀬渡し船を使うと阿古港からの所要時間は約30分である。
大野原島は子安根（標高114メートル）、エビ根（標高61メートル）、大根（標高33メートル）の3つの岩礁のほか、間角根（標高14メートル）、鋸根、青根、文蔵根、間の根、カサゴ根、平根などの岩礁で構成される。
岩礁のうち、大根には海上保安庁のGNSS基準点と東京大学地震研究所の地震・GNSS連続観測点、間角根には東京大学地震研究所・名古屋大学・九州大学合同のGNSS基準点が設置されている。

## 自然
国立公園特別保護地区に指定されている（島全域）。また、子安根はカンムリウミスズメの生息地となっていることから国指定鳥獣保護区の特別保護地区に指定されている。島の周りは漁場に富んでおり、釣りやダイビングのポイントとして知られる。御蔵島から移住したと思われる少数のミナミハンドウイルカがいる。また、かつてはニホンアシカの生息地でもあった。